# Armada de Ucrania
La Armada de Ucrania (en ucraniano: Військово-Морські Сили України; TR: Viys’kovo-Mors’ki Syly Ukraïny) es el servicio armado encargado de la defensa de Ucrania y forma parte de las Fuerzas Armadas de Ucrania. Fue establecida en 1992 posterior a la independencia de Ucrania de la Unión de Repúblicas Socialistas Soviéticas.
Se compone de cinco ramas: fuerzas de superficie, submarinas, aviación naval, artillería de cohetes e infantería naval. Está compuesta por 6500 personas. En 2016 contaba con 11 000 efectivos.
El cuartel general, hasta la crisis de 2014, estaba situado en Sebastopol, Crimea. Las Fuerzas Navales de Ucrania fueron muy afectadas por la crisis de Crimea ya que la mayoría de sus unidades estaban estacionadas allí. Los buques que no escaparon o que no estaban desplegados en ese momento bajaron sus banderas y fueron internados. Rusia comenzó un proceso de devolución de las embarcaciones, pero se detuvo, citando la continua violencia contra rusos en el Dombás. Los navíos que fueron devueltos fueron los modelos más antiguos de la flota que se consideraban obsoletos. Por ejemplo, Rusia decidió no devolver las corbetas Ternopil y Lutsk, las cuales son algunas de las naves más nuevas de la flota ucraniana. Sin embargo, ninguna de las unidades navales ucranianas retenidas fueron absorbidas por la Armada de Rusia.[cita requerida]
Ucrania había iniciado un programa para reconstruir sus fuerzas, incluso antes del crisis de 2014, con la construcción del proyecto 58250, la primera corbeta de diseño y construcción nacional, así como el pedido de numerosos botes patrulla en 2013 a Willard Marine. También había reiniciado la producción del Gyurza-M, que previamente había sido exportado a Uzbekistán.
Opera en la cuenca del mar Negro (incluyendo el mar de Azov y el delta del Danubio). Las operaciones lejanas de la Armada ucraniana se limitan a actividades multinacionales, como la operación Active Endeavor y la operación Atalanta en el Mediterráneo y el Cuerno de África.[cita requerida]

## Flota actual
Actualmente la Marina ucraniana cuenta con las siguientes naves en servicio.[cita requerida]
| Tipo                        | Nombre                | Base     | Construcción |
| --------------------------- | --------------------- | -------- | ------------ |
| Buque de guerra anfibia     | U-401 Yuri Olefirenko | Mykolaiv | 1970         |
| Barco de transporte anfibio | U-763 Svatove         | Mykolaiv | 1975         |
| corbeta                     | U-206 Vinnytsia       | Mykolaiv | 1975         |
| dragaminas                  | U-360 Henichesk       | Mykolaiv | 1992         |
| fragata                     |                       |          |              |
| 40 buques de apoyos         |                       |          |              |
| 10 aereonaves               |                       |          |              |

## Flota futura
Está en proceso de equipamiento la corbeta Hetman Ivan Mazepa.[cita requerida]